# لوك فرنسيس
لوك فرنسيس (بالإنجليزية: Luke Francis)‏ هو سائق سباق بريطاني، ولد في 1989 في ويلز في المملكة المتحدة.